# Schnee von gestern
Pour plus de détails, voir Fiche technique et Distribution.
Schnee von gestern (Farewell, Herr Schwarz) est un film documentaire germano-israélien réalisé par Yael Reuveny (de) et sorti en 2013.

## Synopsis
Yael Reuveny, la réalisatrice d'origine israélienne, part à la recherche du frère de sa grand-mère, Feiv’ke Schwarz, qu'elle n'a pas revu depuis la Shoah. Il se trouve qu'il a pris le nom de Peter Black en 1945 et a épousé une Allemande et a vécu avec elle jusqu'à sa mort près du camp de Schlieben, un camp satellite d'Auschwitz.
Yael Reuveny raconte son histoire à travers trois générations. Tout d'abord, la grand-mère et son frère apparemment perdu. Puis sa propre mère et ses cousins, les enfants de Peter Black donc. Plus récemment, elle raconte sa propre histoire et celle d'un petit-fils de Peter Black.

## Fiche technique
- Réalisation :	Yael Reuveny
- Scénario : Yael Reuveny
- Photographie : Andreas Köhler
- Montage : Nicole Kortlüke, Assaf Lapid
- Musique : Hauschka
- Production : Melanie Andernach
- Pays d'origine :  Israël |  Allemagne

## Distribution
- Peter Schwartz : lui-même
- Etty Reuveny : elle-même
- Oded Reuveny : lui-même
- Shaul Reuveny : lui-même
- Yael Reuveny : elle-même
- Uwe Schwarz : lui-même

## Commentaires et analyse
Le film débat de la famille, du mal du pays (Heimat), de la mémoire et de la culpabilité, mais est aussi un film sur la réconciliation et l'avenir.

## Récompenses et distinctions
- 2013 : Festival international du film documentaire et du film d'animation de Leipzig : Prix DEFA pour un documentaire allemand exceptionnel
- 2013 : Festival international du film de Haïfa : Meilleur documentaire
- 2013 : Festival du film de Cottbus : Prix de dialogue pour la communication interculturelle (offert par le ministère des Affaires étrangères)
- 2013 : Deutsche Film- und Medienbewertung (FBW) : Film prédicat particulièrement précieux
- 2014 : Festival international de la femme : Prix du public
- 2014 : Festival de Schleswig-Holstein : Meilleur long métrage
- 2014 : Festival du film juif de Berlin et Potsdam : Prix du film Gershon Klein du meilleur documentaire allemand sur des thèmes juifs